# Nationaal Park Oedegejskaja Legenda
Nationaal Park Oedegejskaja Legenda (Russisch: Национальный парк Удэгейская легенда) is een nationaal park gelegen in de kraj Primorje in het Russische Verre Oosten. De oprichting tot nationaal park vond plaats op 9 juni 2007 per resolutie (№ 745/2007) van de regering van de Russische Federatie. Nationaal Park Oedegejskaja Legenda heeft een oppervlakte van 886 km². Het doel van oprichting was het behoud en herstel van de natuurlijke complexen in de rivierdalen langs de westelijke hellingen van het Sichote-Alingebergte. Daarnaast wordt getracht de uitstervende inheemse cultuur van de Oedegeïers te doen herleven.

## Kenmerken
Nationaal Park Oedegejskaja Legenda is gelegen op de westelijke helling van het Sichote-Alingebergte en omvat vele, ongerepte zijrivieren van de Amoer en de Oessoeri, waarvan de Armoe het meest toonaangevend is. Op het grondgebied van het nationaal park zijn zeer rijke gemengde bossen aanwezig. Belangrijke bosvormende soorten zijn onder meer de Koreaanse den (Pinus koraiensis), Mantsjoerijse walnoot (Juglans mandshurica), Oost-Siberische zilverspar (Abies nephrolepis), goudberk (Betula ermanii), jezospar (Picea jezoensis) en Mantsjoerijse es (Fraxinus mandshurica). Ook zijn er meer dan 30 zeldzame vaatplanten die strikt beschermd worden, waaronder de schisandrabes (Schisandra chinensis), ginseng (Panax ginseng) en bosnimf (Calypso bulbosa).

## Oedegeïers
Het stroomgebied van de rivier Bolsjaja Oessoerka wordt al sinds de steentijd door de inheemse Oedegeïers bewoond en het gebied kent nog altijd een traditioneel karakter. Er zijn nog 45 historische en archeologische monumenten die door de lokale bevolking als heilig worden beschouwd en er zijn nog vijf etnologische voorwerpen die gebruikt worden tijdens religieuze rituelen. In de drie nederzettingen aan de westrand van het reservaat leven anno 2011 nog 116 inheemse bewoners.

## Dierenwereld
Het park bevindt zich op de overgangszone van diersoorten die in de Oost-Aziatische gematigde bossen voorkomen en soorten die in de Euraziatische boreale bossen leven. Zo leven er in het gebied zowel bruine beren (Ursus arctos) als kraagberen (Ursus thibetanus). Het park vormt daarnaast een belangrijke ecologische verbindingszone voor Siberische tijgers (Panthera tigris) die verblijven in het nabijgelegen Nationaal Park Bikin en Biosfeerreservaat Sichote-Alinski. Andere zoogdieren die er leven zijn bijvoorbeeld de amoertijgerkat (Prionailurus bengalensis euptilura), Euraziatische lynx (Lynx lynx), Maleise bonte marter (Martes flavigula), wild zwijn (Sus scrofa), oessoerihert (Cervus canadensis xanthopygus), Siberisch ree (Capreolus pygargus) en Siberisch muskushert (Moschus moschiferus).
Onder de 70 vastgestelde broedvogelsoorten in het nationaal park leven onder meer het bedreigde spitsvleugelhoen (Falcipennis falcipennis), mandarijneend (Aix galericulata), Chinese zaagbek (Mergus squamatus), zwarte ooievaar (Ciconia nigra), grijskopbuizerd (Butastur indicus), Aziatische wespendief (Pernis ptilorhynchus) en de Blakistons visuil (Bubo blakistoni).